# چشمه طبری
چشمه طبری یک روستا در ایران است که در بخش جلگه شوقان واقع شده‌است. چشمه طبری ۱۱۱ نفر جمعیت دارد.